# Aziatisch kampioenschap hockey mannen 2013
De negende editie van het Aziatisch kampioenschap hockey voor mannen werd in 2013 gehouden in het Maleisische Ipoh. Het toernooi met 7 deelnemers werd gehouden van 24 augustus tot en met 1 september. Zuid-Korea behield de titel en werd voor de vierde keer kampioen. De titel was goed voor plaatsing voor het wereldkampioenschap van 2014. 

## Kwalificatietoernooi
In 2012 werd in het Thaise Bangkok het kwalificatietoernooi gespeeld. De vier beste landen plaatsten zich voor de eindronde. Qatar had zich eerder teruggetrokken
Eindstand:
| # | Team           |
| - | -------------- |
| 1 | Bangladesh     |
| 2 | Oman           |
| 3 | Sri Lanka      |
| 4 | Chinees Taipei |
| 5 | Oezbekistan    |
| 6 | Singapore      |
| 7 | Hongkong       |
| 8 | Thailand       |
| 9 | Kazachstan     |

## Eindronde
Sri Lanka en China deden niet mee. De overige acht landen speelden in twee groepen waarbij de beste nummers twee zich plaatsten voor de halve finales.

### Groepsfase
Groep A
| Team           | GS | W | G | V | DV | DT | DS  | Ptn |
| -------------- | -- | - | - | - | -- | -- | --- | --- |
| Pakistan       | 3  | 3 | 0 | 0 | 24 | 1  | +23 | 9   |
| Maleisië       | 3  | 2 | 0 | 1 | 15 | 8  | +7  | 6   |
| Japan          | 3  | 1 | 0 | 2 | 7  | 12 | −5  | 3   |
| Chinees Taipei | 3  | 0 | 0 | 3 | 3  | 28 | −25 | 0   |

| 24 augustus 2013 18:05                                   |         |       |                                                         |
| Pakistan                                                 | 7 – 0   | Japan | Scheidsrechters: Peter Wright (RSA) Jang Jung-Min (KOR) |
| Waqas 12', 20' Khan 22' Tousiq 25', 35+' Imran 33', 70+' | verslag |       | Scheidsrechters: Peter Wright (RSA) Jang Jung-Min (KOR) |

| 24 augustus 2013 20:05                                                                     |         |                                     |                                                        |
| Maleisië                                                                                   | 10 – 2  | Chinees Taipei                      | Scheidsrechters: Satoshi Kondo (JPN) Salim Lucky (BAN) |
| Faizal 11', 13', 69' Firhan 18', 66' Tajuddin 21' Marhan 32' Izwan 39' Nabil 45' Fitri 62' | verslag | Liu Ching-kun 4' Tseng Hsien-yi 46' | Scheidsrechters: Satoshi Kondo (JPN) Salim Lucky (BAN) |

| 25 augustus 2013 18:05                                           |         |                   |                                                            |
| Japan                                                            | 5 – 1   | Chinees Taipei    | Scheidsrechters: Javed Shaik (IND) Salleh al Balushi (OMA) |
| Kawakami 22' Nagasawa 48' Fujimoto 57' Kawauchi 59' Nakayama 67' | verslag | Chen Yuan-fan 29' | Scheidsrechters: Javed Shaik (IND) Salleh al Balushi (OMA) |

| 25 augustus 2013 20:05                     |         |           |                                                        |
| Pakistan                                   | 4 – 1   | Maleisië  | Scheidsrechters: Peter Wright (RSA) Murray Grime (AUS) |
| Zubair 32' Dilber 46' Waqas 60' Rasool 67' | verslag | Razie 26' | Scheidsrechters: Peter Wright (RSA) Murray Grime (AUS) |

| 27 augustus 2013 18:05                                                                                       |         |                |                                                       |
| Pakistan | 13 – 0  | Chinees Taipei | Scheidsrechters: Peter Wright (RSA) Salim Lucky (BAN) |
| Abbasi 13' Imran 23', 52' Rizwan 26', 38' Rasool 39', 47' Dilber 45' Khan 54', 56', 69' Tousiq 60' Irfan 67' | verslag |                | Scheidsrechters: Peter Wright (RSA) Salim Lucky (BAN) |

| 27 augustus 2013 20:05   |         |                                           |                                                            |
| Japan                    | 2 – 4   | Maleisië                                  | Scheidsrechters: Murray Grime (AUS) Saleh al Balushi (OMA) |
| Tachibana 6' Kawakami 8' | verslag | Razie 14' Firhan 28' Faizal 60' Azlan 66' | Scheidsrechters: Murray Grime (AUS) Saleh al Balushi (OMA) |

Groep B
| Team       | GS | W | G | V | DV | DT | DS  | Ptn |
| ---------- | -- | - | - | - | -- | -- | --- | --- |
| India      | 3  | 3 | 0 | 0 | 19 | 1  | +18 | 9   |
| Zuid-Korea | 3  | 2 | 0 | 1 | 19 | 2  | +17 | 6   |
| Oman       | 3  | 1 | 0 | 2 | 4  | 20 | −16 | 3   |
| Bangladesh | 3  | 0 | 0 | 3 | 3  | 22 | −19 | 0   |

| 24 augustus 2013 16:05                                                                                   |         |      |                                                         |
| India | 8 – 0   | Oman | Scheidsrechters: Murray Grime (AUS) R. Anbanathan (MAS) |
| Man. Singh 4', 40', 44' R. Singh 17' V. R. Raghunath 28' R.P. Singh 34' Mal. Singh 47' S. K. Uthappa 69' | verslag |      | Scheidsrechters: Murray Grime (AUS) R. Anbanathan (MAS) |

| 25 augustus 2013 16:05                                                                                                 |         |            |                                                             |
| Zuid-Korea | 9 – 0   | Bangladesh | Scheidsrechters: Haider Rasool (PAK) Nazmi Kamaruddin (MAS) |
| You Hyo-Sik 4' Hyun Hye-Sung 21', 35+' Jang Jong-Hyun 31', 42', 67' Jung Man-Jae 42' Lee Sung-II 69' Kim Young-Jin 70' | verslag |            | Scheidsrechters: Haider Rasool (PAK) Nazmi Kamaruddin (MAS) |

| 26 augustus 2013 18:05 |         |                                           |                                                        |
| Bangladesh             | 2 – 4   | Oman                                      | Scheidsrechters: Javed Shaik (IND) Jang Jung-Min (KOR) |
| Sarkar 53' Chayan 69'  | verslag | Al Shatri 29' Al Shar 43' Khatar 45', 59' | Scheidsrechters: Javed Shaik (IND) Jang Jung-Min (KOR) |

| 26 augustus 2013 20:05            |         |            |                                                         |
| India                             | 2 – 0   | Zuid-Korea | Scheidsrechters: Satoshi Kondo (JPN) Peter Wright (RSA) |
| V. R. Raghunath 6' Man. Singh 65' | verslag |            | Scheidsrechters: Satoshi Kondo (JPN) Peter Wright (RSA) |

| 28 augustus 2013 18:05 |         |      |                                                          |
| Zuid-Korea | 10 – 0  | Oman | Scheidsrechters: R. Anbanathan (MAS) Haider Rasool (PAK) |
| Jang Jong-Hyun 15', 42', 64' Kang Moon-Kweon 22', 62' Yoon Sung-Hoon 39', 40' Junag Man-Jae 50' Lee Jung-Jun 51' eigen doelpunt 59' | verslag |      | Scheidsrechters: R. Anbanathan (MAS) Haider Rasool (PAK) |

| 28 augustus 2013 20:05 |         |            |                                                             |
| India                  | 9 – 1   | Bangladesh | Scheidsrechters: Nazmi Kamaruddin (MAS) Satoshi Kondo (JPN) |
| R.P. Singh 4', 19      | verslag | Khisa 35'  | Scheidsrechters: Nazmi Kamaruddin (MAS) Satoshi Kondo (JPN) |

## Kruisingswedstrijden

### Om de plaatsen 5-8
| 30 augustus 2013 15:00          |         |            |                                                        |
| Japan                           | 3 – 0   | Bangladesh | Scheidsrechters: Javed Shaik (IND) R. Anbanathan (MAS) |
| Tachibana 9', 70+' Kayukawa 26' | verslag |            | Scheidsrechters: Javed Shaik (IND) R. Anbanathan (MAS) |

| 30 augustus 2013 17:15 |                        |                                      |                                                             |
| Oman                   | 2 – 2 2-0 na shootouts | Chinees Taipei                       | Scheidsrechters: Haider Rasool (PAK) Nazmi Kamaruddin (MAS) |
| e.d. 24' Al Shibli 31' | verslag                | Liu Ching-kun 57' Tseng Hsien-yi 67' | Scheidsrechters: Haider Rasool (PAK) Nazmi Kamaruddin (MAS) |

### Halve finales
| 30 augustus 2013 19:30 |         |                                     |                                                         |
| Pakistan               | 1 – 2   | Zuid-Korea                          | Scheidsrechters: Murray Grime (AUS) Satoshi Kondo (JPN) |
| Imran 46'              | verslag | Jang Jong-Hyun 31' Lee Nam-Yong 40' | Scheidsrechters: Murray Grime (AUS) Satoshi Kondo (JPN) |

| 30 augustus 2013 21:45            |         |          |                                                         |
| India                             | 2 – 0   | Maleisië | Scheidsrechters: Peter Wright (RSA) Jang Jung-Min (KOR) |
| V. R. Raghunath 8' Man. Singh 60' | verslag |          | Scheidsrechters: Peter Wright (RSA) Jang Jung-Min (KOR) |

## Plaatsingswedstrijden

### Om de 7e/8e plaats
| 31 augustus 2013 17:35                                                       |         |                                                     |                                                             |
| Bangladesh                                                                   | 11 – 3  | Chinees Taipei                                      | Scheidsrechters: Saleh Al Balushi (OMA) R. Anbanathan (MAS) |
| Khisa 26', 29', 68' Chayan 32', 40', 53', 63' Islam 35', 38' Mahmud 61', 65' | verslag | Hu Chun-che 49' Liu Ching-kun 51' Chen Yuan-fan 69' | Scheidsrechters: Saleh Al Balushi (OMA) R. Anbanathan (MAS) |

### Om de 5e/6e plaats
| 31 augustus 2013 20:05        |         |            |                                                        |
| Japan                         | 3 – 1   | Oman       | Scheidsrechters: Salim Lucky (BAN) Haider Rasool (PAK) |
| Kawakami 8', 70' Kayukawa 61' | verslag | Khatar 39' | Scheidsrechters: Salim Lucky (BAN) Haider Rasool (PAK) |

### Om de 3e/4e plaats
| 1 september 2013 17:35                |         |            |                                                       |
| Pakistan                              | 3 – 1   | Maleisië   | Scheidsrechters: Peter Wright (RSA) Javed Shaik (IND) |
| Khan 35' Imran 54' eigen doelpunt 56' | verslag | Faizal 34' | Scheidsrechters: Peter Wright (RSA) Javed Shaik (IND) |

### Finale
| 1 september 2013 20:05                                                 |         |                                              |                                                         |
| Zuid-Korea                                                             | 4 – 3   | India                                        | Scheidsrechters: Murray Grime (AUS) Satoshi Kondo (JPN) |
| Jang Jong-Hyun 28' You Hyo-Sik 29' Man Hyun-Woo 57' Kan Moon-Kweon 68' | verslag | R. P. Singh 48' Thimmaiah 54' Man. Singh 64' | Scheidsrechters: Murray Grime (AUS) Satoshi Kondo (JPN) |

## Eindrangschikking
| Rang   | Land           |
| ------ | -------------- |
| Goud   | Zuid-Korea     |
| Zilver | India          |
| Brons  | Pakistan       |
| 4      | Maleisië       |
| 5      | Japan          |
| 6      | Oman           |
| 7      | Bangladesh     |
| 8      | Chinees Taipei |

Mannen:
Karachi 1982 ·
Dhaka 1985 ·
New Delhi 1989 ·
Hiroshima 1993 ·
Kuala Lumpur 1999 ·
Kuala Lumpur 2003 ·
Chennai 2007 ·
Kuantan 2009 ·
Ipoh 2013 ·
Dhaka 2017

Vrouwen:
Kioto 1981 (officieus) ·
Seoel 1985 ·
Hongkong 1989 ·
Hiroshima 1993 ·
New Delhi 1999 ·
New Delhi 2004 ·
Hongkong 2007 ·
Bangkok 2009 ·
Ipoh 2013 ·
Kakamigahara 2017